# Tóth Dániel (lelkész)
Tóth Dániel (Szakállas?, 1832. január 18. – Pápa, 1900. február 24.) református lelkész, teológus, a Pápai Református Kollégium tanára hosszú időn keresztül.

## Élete
Fiatalon a Pápai Református Főiskolán tanult. Az 1848/1849-es forradalom és szabadságharc idején önkéntesként harcolt. A szabadságharc leverését követően tovább tanult Pápán, majd Utrechtben, illetve Genfben egészítette ki ismereteit. Magyarországra visszatérve 1858-tól haláláig Pápán tanított teológiát. Emellett 1876-tól 1896-ig a főiskolai könyvtár irányítását is ellátta. 1900-ban hunyt el 42 esztendei tanítás után 68 éves korában.